# 王兴治
王兴治（1935年9月20日—），辽宁辽阳人，制导技术专家，中国工程院院士。

## 履历[1]
- 1963年，于中国人民解放军军事工程学院毕业。
- 1995年，当选中国工程院院士。